# MOSS (azienda)
MOSS è un'azienda giapponese produttrice di video games creata nel 1993. Nel 2005, dopo la bancarotta di Seibu Kaihatsu, il team di sviluppo della compagnia passò alle dipendenze di MOSS, successivamente furono acquisiti anche i diritti di sviluppo per la serie Raiden.